# Yoshinobu Yamamoto
Yoshinobu Yamamoto (山本 由伸?, Yamamoto Yoshinobu; Bizen, 17 agosto 1998) è un giocatore di baseball giapponese che gioca nel ruolo di lanciatore per i Los Angeles Dodgers della Major League Baseball (MLB).

## Carriera

### Giappone
Yamamoto fece il suo debutto nella Nippon Professional Baseball (NPB) il 20 agosto 2017, tre giorni dopo il suo diciannovesimo compleanno, con la maglia degli Orix Buffaloes. L'anno seguente, nel 2018, ricevette la prima chiamata per partecipare all'All-Star Game giapponese, la quale venne ricevuta anche nel 2019, anno in cui la sua media PGL (ERA) di 1,95 fu la migliore di quell'edizione del torneo.
Nella stagione 2021 della NPB Yamamoto riuscì ad abbassare ulteriormente la sua ERA portandola a 1,39, primeggiando nuovamente in questa statistica. Chiuse inoltre quell'annata con un record di 18-5 e con 206 strikeout in 193 2⁄3 inning lanciati, prestazioni che gli valsero il riconoscimento di MVP della Pacific League. Fu inoltre insignito dell'Eiji Sawamura Award, il premio riservato al miglior lanciatore partente dell'intera NPB. Il fatto di essere il lanciatore con più vittorie, con più strikeout e con la miglior ERA del torneo lo portò a vincere la tripla corona dei lanciatori. La sua squadra arrivò fino alle Japan Series, da cui gli Orix mancavano dal 1996, anche se persero la serie finale 4-2 contro i Tokyo Yakult Swallows.
Il 18 giugno 2022 lanciò una no-hitter, terminando l'incontro vinto 2–0 contro i Saitama Seibu Lions senza dunque concedere alcuna battuta valida. In 26 partenze per Orix nel 2022, Yamamoto registrò un bilancio di 15–5 e un'ERA di 1,68 con 205 strikeout in 193 inning lanciati. Alla fine della stagione Yamamoto vinse per la seconda stagione consecutiva sia l'Eiji Sawamura Award che la tripla corona dei lanciatori, oltre ad essere nominato nuovamente MVP della Pacific League. Quell'anno gli Orix Buffaloes vinsero il titolo battendo i Tokyo Yakult Swallows per 4-2 nella serie.
Il 9 settembre 2023 lanciò la sua seconda no-hitter in carriera nella NPB in occasione della vittoria per 4-0 sui Chiba Lotte Marines. Così facendo, divenne il primo lanciatore della storia della NPB a lanciare una no-hitter in due stagioni consecutive. Quell'anno lanciò con un'ERA di 1,21 ed ebbe un bilancio di 16 vittorie e 6 sconfitte, con 169 strikeout in 164 inning. Per il terzo anno di fila vinse l'Eiji Sawamura Award, la tripla corona dei lanciatori e il riconoscimento di MVP della Pacific League. A livello di squadra, invece, la stagione degli Orix Buffaloes terminò con la sconfitta alle Japan Series contro gli Hanshin Tigers.
Il 5 novembre 2023, lo stesso giorno in cui la sua squadra perse la decisiva gara 7 della serie finale di quell'anno (senza di lui sul monte di lancio avendo lanciato il giorno precedente nella vittoria di gara 6), gli Orix Buffaloes annunciarono di aver messo Yamamoto sul mercato nell'ottica di un trasferimento in MLB.

### Los Angeles Dodgers
Il 27 dicembre 2023 venne ufficialmente annunciato che Yamamoto avrebbe scelto di accettare l'offerta da parte dei Los Angeles Dodgers, con cui si accordò per un contratto da 12 anni per 325 milioni di dollari complessivi. La franchigia californiana dovette inoltre corrispondere una tassa di trasferimento di poco più di 50 milioni di dollari alla squadra giapponese. Qui raggiunse un altro connazionale, la stella Shōhei Ōtani, trasferitosi in biancoblù proprio pochi giorni prima.
Il suo esordio in MLB, che ebbe luogo il 21 marzo 2024 contro i San Diego Padres a Seul come parte dell'MLB World Tour, fu piuttosto negativo, visto che Yamamoto fu sostituito già dopo il primo inning per aver concesso cinque punti concessi su quattro valide oltre ad una base per ball. Il successivo 30 marzo invece debuttò al Dodger Stadium lanciando per cinque inning e concedendo solo due valide e zero punti a fronte di cinque strikeout. Anche nella sua terza partita in MLB, il 6 aprile sul campo dei Chicago Cubs, Yamamoto non concesse alcun punto, lanciando nuovamente per cinque inning e concedendo in questo caso tre valide, con otto strikeout collezionati.
In occasione della gara casalinga del 15 giugno contro i Kansas City Royals dovette lasciare il campo dopo due inning per quello che si rivelò essere una distorsione della cuffia dei rotatori della spalla destra. Per via di questo infortunio fu successivamente spostato nella lista infortunati da 60 giorni. Tornò sul monte di lancio il 10 settembre, quando contro i Chicago Cubs lanciò quattro inning nei quali concesse altrettante valide e un punto a fronte di otto strikeout.